# Neustadt an der Waldnaab
Neustadt an der Waldnaab là một đô thị ở huyện Neustadt (Waldnaab), bang Bayern thuộc nước Đức.

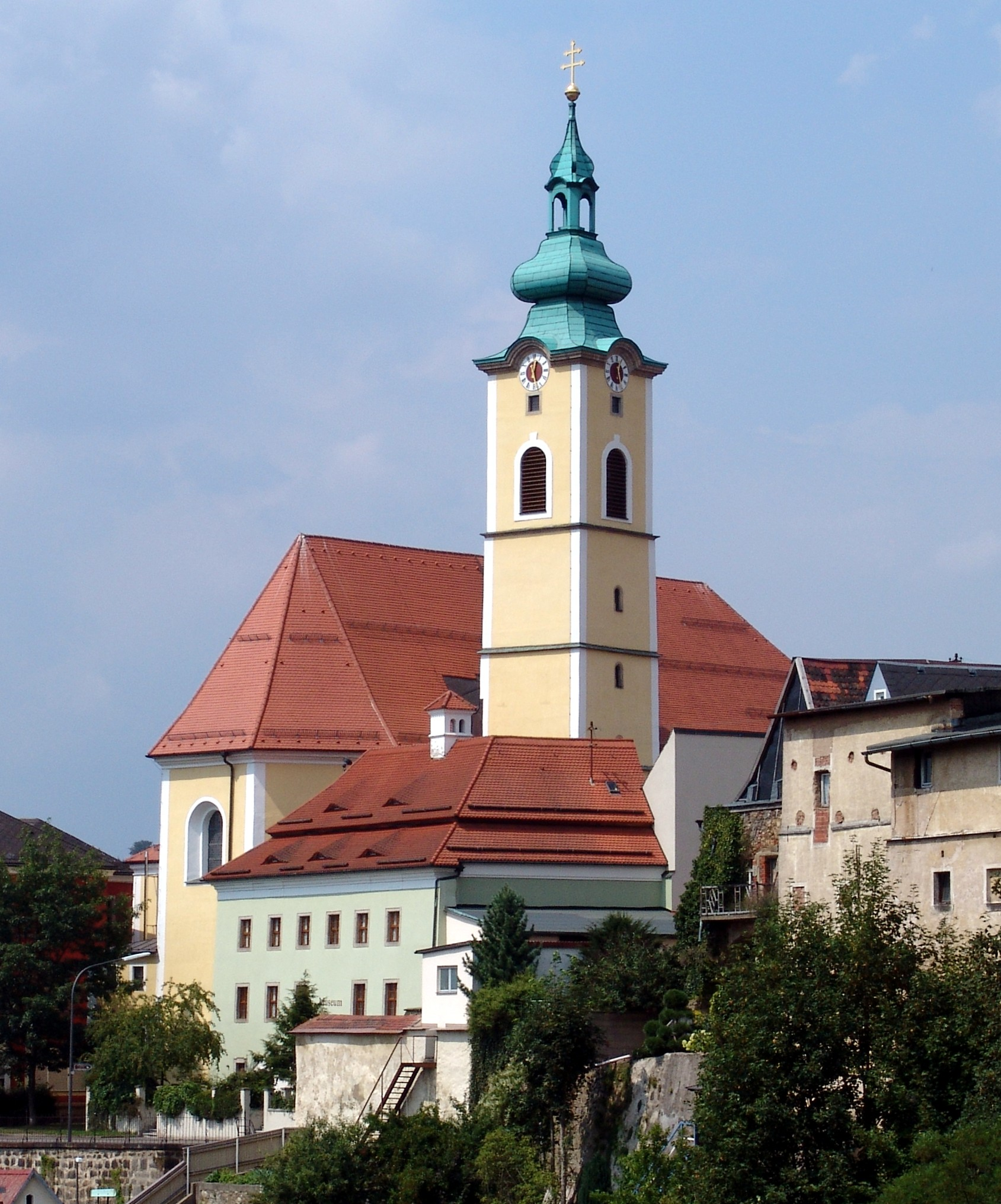
Nhà thờ Saint George